# 나미비아
나미비아 공화국(영어: Republic of Namibia 리퍼블릭 오브 너미비어[*], 아프리칸스어: Republiek van Namibië 레퓌블릭 판 나미비어, 독일어: Republik Namibia 레푸블리크 나미비아[*])는 남아프리카에 있는 공화국이며 수도는 빈트후크이다. 북쪽에 앙골라와 잠비아, 동쪽에 보츠와나와 짐바브웨, 남쪽과 동쪽에 남아프리카 공화국을 접경하고 있다. 독립 전쟁 후 1990년 3월 21일에 남아프리카 공화국으로부터 독립했다.
나미비아는 유엔(UN), 남아프리카 개발 공동체(SADC), 아프리카 연합(AU), 영국 연방과 많은 다른 국제 기구들의 회원국이다. 많은 해 동안 나미비아는 남서아프리카로서만 알려졌지만, 나미브 사막의 이름을 따서 나미비아를 채택했다. 몽골 다음으로 인구밀도가 세계에서 두 번째로 적은 나라이다. 나미비아의 건조한 땅은 부시먼족, 다마라족, 나마콰족이 초기 시절부터 거주했으며, 반투족 확장과 함께 왔던 이민 온 반투족이 대략 14세기부터 살기 시작했다. 18세기 후반 동안 영국과 네덜란드 선교사들이 방문했지만 1884년 독일령 보호국이 되었다. 1920년 국제 연맹은 그들의 법과 아파르트헤이트 정책을 강요했던, 남아프리카 공화국에 나미비아를 위임시켰다. 1966년, 아프리카의 지도자들에 의한 봉기와 요구는 유엔이 그 영토에 관한 직접적인 책임을 취하도록 이끌면서, 1968년에 국가명을 나미비아로 개명했으며 1973년 나미비아족의 공식적인 대표로서 남서아프리카 인민기구(SWAPO)를 인정한다. 그러나, 나미비아는 이 시기 동안 남아프리카 공화국의 통치 아래 남게 되었다. 뒤 이은 내부 폭동으로 남아프리카 공화국은 1985년에 나미비아에 과도 정부를 설치했다.(1994년까지 남아프리카 공화국 통치 아래 남아 있던 도시인 월비스베이를 제외하고) 나미비아는 1990년 남아프리카 공화국으로부터 완전한 독립을 얻었다. 나미비아의 인구는 약 180만명이며 안정적인 다당제 의회 민주주의 국가다. 농업, 가축몰이 (herding), 관광, 값비싼 보석과 금속의 채굴은 나미비아의 경제의 중추를 형성한다. 대략 인구의 절반이 하루 1.25 달러의 국제적인 빈곤선 아래 살며, 2007년 HIV에 감염된 성인 인구의 15%와 함께, HIV/AIDS의 영향으로 심각한 고통을 겪고 있다.

## 역사
나미비아라는 이름은 나미브 사막에서 유래했으며, 이 사막은 세계에서 가장 오래된 사막으로 간주된다. 1990년 독립 전에 독일령 남서아프리카 (Deutsch-Südwestafrika)로서 처음 알려졌으며, 그 후 남서아프리카로서 변경되었고, 독일과 영국의 식민지배에 영향을 받았다. 나미비아의 건조한 땅은 초기에 부시먼족, 다마라족, 나마족이 거주했으며 대략 14세기부터 반투족 확장과 함께 이주해 온 반투족이 정착을 했다. 당시 지역에 상륙하여 탐험을 한 최초의 유럽인은 1485년에 디오고 캉(Diogo Cão), 1486년에 바르톨로메우 디아스 등의 포르투갈 항해가였으며, 아직 그 지역은 포르투갈령 영토로 점유되지 않은 상태였다. 1884년 나미비아는 영국의 잠식에 앞서 독일의 식민지가 되었으며 영국의 지배하에 있던 월비스베이를 빼고 독일령 남서아프리카로 알려졌다. 1904년부터 1907년까지 헤레로인과 나마쿠아인은 독일에 반대하는 봉기를 일으켰고 그 후 헤레로나마쿠아 학살 속에, 10,000 명의 나마인 (부족의 절반 인구)과 대략 65,000 명의 헤레로인 (대략 부족의 80% 인구)이 죽었다. 구금으로부터 풀려났던 생존자들은 수많은 방식의 아파르트헤이트 시스템 속에서 강탈, 추방, 강제노동, 인종 격리와 차별 정책을 당하였다. 실제로, 몇몇 역사가들은 나미비아에 자행한 독일의 학살이 홀로코스트에서 나치 독일이 사용한 모델이었다고 추론했지만, 대부분의 학자들은 당시에 작은 아이에 불과했던 나치당에게 그 사건은 특별히 영향을 끼치지 못했다고 말한다. 당시 학살의 기억은 독립한 나미비아에서 민족 정체성과 독일과의 관계에 상응한 채로 남아있는 상태이다. 1883년부터 1915년까지 독일 제국의 식민지였으며, 1990년 남아프리카 공화국으로부터 독립했다. 독립 당시 유엔 국가들의 지지를 받았다고 한다. 지금도 빈트후크 사람들은 높은 생활 수준을 자랑한다. 현재 야당인 남서아프리카 인민기구(SWAPO, South West Africa People's Organisation)는 마르크스주의 정당이었으나 현재는 다당제 민주주의와 혼합 경제를 따르고 있다.

## 지리
전체 면적은 825,418km2정도로서 전 세계에서 34번째로 베네수엘라 다음으로 큰 나라다. 몽골에 이어 나미비아는 인구 밀도가 가장 적은 나라 중의 하나이다.(1km2 당 2.5명) 나미비아는 생명체와 관계가 없는 지대가 상당히 많다. 중앙고원, 나미브 사막, 절벽 지대, 저지대(Bushveld), 칼라하리 사막으로 크게 나눠볼 수 있다. 중앙 고원은 남북에 뻗쳐 있으며 북동쪽으로 해골해안(Skeleton Coast)에 접한다. 나미브 사막과 해안 평원이 남서쪽에 있으며 남쪽에는 오렌지강이 있다. 나미브 사막이 넓게 퍼져 있으며 모래언덕과 평원을 따라서 전체 해안선을 따라 이어진다. 폭은 100~수천km정도이다. 대절벽이 2,000m의 고도로 솟아 있는데 평균 온도는 인근 지역에서도 내륙으로 들어갈수록 차이가 심해져서 상당히 춥기도 하다. 관목류의 식물을 찾아볼 수 있다. 저지대가 북동쪽에 있는데 앙골라와 접경을 이루고 있으며, 타 지역에 비해서 절대적으로 강수량이 풍부한 곳이기도 하다. 온도는 더 서늘하고 온화하여서 보통 기온이 10 °C 내지 30 °C에 머문다. 토양이 모래질이며 대개 평평하다. 모래로 구성되어 있어 물을 함유할 수는 없다. 1년 내내 대부분 건조한 곳이지만 우기가 되면 6,000km2 정도의 호수가 생겨서 식수 해결에 큰 도움이 되며 동물들의 안식처가 된다. 또한 거대한 염전이 해역에 크게 형성되어 있는 것으로 드러나고 있다.

## 기후
굉장히 더운 기후에 속한다. 그러나 기후는 주로 사막 기후와 스텝 기후를 띄고 있는 것이 일반적이다.

## 행정 구역
나미비아는 14개 주로 구성되어 있다.

## 경제
1년당 구매력평가환산은 5,870달러로, 소득 수준이 높지는 않으며, 다이아몬드와 우라늄과 같은 천연자원의 수출을 기반으로 광업, 농업, 관광업이 주된 수입원이다. 나미비아의 빈곤 요인은 독일의 식민지배, 남아공 정부 시기 구조적인 아파르트헤이트 정책이 주된 원인이다. 나미비아로 유입된 백인들은 나미비아 남부의 비옥한 토지를 독차지함에 따라 토지 분배가 정상적으로 이뤄지지 못했고, 이후 남아프리카 정부의 반투 홈랜드 정책으로 국토의 25%에 90% 이상의 유색 인종이 강제 거주하게 되었다. 남부와 북부지역의 빈곤층과 경제 격차는 이러한 정책에서 기인한다. 대다수의 시민이 경제 성장의 혜택을 받지 못했으며, 부는 소수에 집중되었다. 광물자원 수출의 활황으로 경제는 성장하였으나, 국가의 소득 재분배 시스템이 활성화되지 않았다.
나미비아의 사회보장제도는 초기적 단계이고 불충분한 부분이 있으나, 세금으로 사회보장 비용을 충당하는 비납입형 연금제도로 사회 수당 제도가 정비되었다. 실업률이 높고 비정규직 노동자와 빈곤율이 높은 편이기 때문에 많은 사람들이 안정된 생활을 유지하기 어렵기 때문에, 사회 수당에 유사한 형태로서 조건부현금급부 정책(Conditional Cash Transfer)을 적용하고 있다. 수급 가정은 납입금을 지불해야 할 필요가 없는 소득 지원을 통해 빈곤상황을 개선하고 인적자본형성을 지원 조건으로 빈곤의 세습을 중단할 목적으로 시행한다. 1980년대 남아공 정부 당시 신자유주의적 경제 정책과 구조조정 정책으로 실질임금의 저하와 실업률의 증가로 인해 생활수준이 악화되면서 이러한 제도들이 도입되었다.
일정소득을 보장하는 기본소득제도를 나미비아의 오치베로 마을에서 실시했다. 기본소득연합에서는 오치베로 주민 930명 모두가 나이나 직업에 상관없이 매달 100 나미비아 달러, 8달러 정도를 받게 했다.

## 인문 환경

### 인구와 주민
아프리카인이 87.5%를 차지하며, 오밤보족이 약 50%, 카방고족이 9%, 다마라족이 7%, 헤레로족 7% 등 흑인이 87.5%, 백인이 6.6%, 혼혈이 7.4%를 차지한다. 백인의 6할과, 혼혈의 다수가 아프리칸스를 모어로 사용한다.

### 언어
법적 공용어가 영어지만, 일상생활에서 영어를 사용하는 사람의 비율은 별로 높지 않다. 백인의 60%는 아프리칸스어, 32%가 독일어, 나머지가 영어를 사용하고 있다. 그 이외의 사람들은 각각의 부족의 언어를 주로 사용하고 있다. 2001년 국세조사에 따른 가정어 사용비율을 보면 오시밤보어(48%), 아프리칸스어(11%), 나마/다마라어(11%), 카방고어(10%), 헤레로어(8%) 순이었다. 1991년 조사 때 9%로 4위였던 아프리칸스어는 공식어의 지위가 박탈되었지만 11%로 2위로 올라섰다. 영어는 조사항목에 없었다. 독립 후 누조마 대통령은 영어화를 추진했지만 일상에서 영어는 거의 사용하지 않고 오히려 아프리칸스어를 월등히 많이 사용하고 있다. 아프리칸스어는 1990년까지는 공용어였고 독일어는 준공용어였지만 현재는 지역 언어로 격하되었다.

### 종교
독일의 식민지(1883년~1915년)였기 때문에 루터교회가 아프리카에서 드물게 다수인 나라다. 현재 나미비아의 기독교인은 85%이며 이 가운데 50%가 루터교파다. 토착화된 종교는 15%를 차지한다.

## 스포츠
축구가 가장 인기 있는 스포츠로 자리잡고 있다.

## 대외 관계

### 독일
2004년 당시 독일 내각 각료 중 유일하게 나미비아 수도 빈트후크를 방문한 독일 경제협력개발부 장관 하이드마리 비초레크-초일(Heidemarie Wieczorek-Zeul)은 전쟁에서 저지른 범죄에 대해 용서를 구했으나, 독일 정부는 이것이 개인적인 견해일 뿐이라고 선을 그은 바 있다. 그러나 이를 계기로 언론은 나미비아에 대한 공식적인 사죄와 배상 문제를 본격적으로 논의하기 시작했다.

### 대한민국
1990년 독립과 함께 대한민국과 조선민주주의인민공화국과 동시 수교하였다.

## 같이 보기
- 나미비아의 독일어